# بنكسية أرضية
بنكسية أرضية (الاسم العلمي:Banksia chamaephyton) هي نوع من النباتات تتبع جنس البنكسية من الفصيلة البروطية.